# Dąbrowa (powiat kaliski)
Dąbrowa – wieś w Polsce położona w województwie wielkopolskim, w powiecie kaliskim, w gminie Koźminek.
W latach 1975–1998 miejscowość administracyjnie należała do województwa kaliskiego.
W miejscowości znajduje się przystanek PKS, którego lokalizacja to centralne skrzyżowanie Dąbrowy. 
Inne miejscowości o nazwie Dąbrowa: Dąbrowa